# József Eötvös
Il barone József Eötvös de Vásárosnamény (in ungherese báró vásárosnaményi Eötvös József, o solamente József Eötvös, IPA /ˈio:zef ˈøtvøʃ/; Buda, 13 settembre 1813 – Pest, 2 febbraio 1871) è stato uno scrittore e politico ungherese.
Per due volte Ministro dell'Istruzione, fu il padre di Loránd Eötvös.

## Opere
- A falu jegyzője (HU)  MEK - Biblioteca Elettronica Ungherese
- Eötvös József összes költeménye (tutte le poesie) (HU) Biblioteca Elettronica Ungherese, su mek.oszk.hu. URL consultato il 29 settembre 2021 (archiviato dall'url originale il 12 aprile 2013).
- A karthauzi (HU) Biblioteca Elettronica Ungherese, su mek.oszk.hu. URL consultato il 29 settembre 2021 (archiviato dall'url originale il 12 aprile 2013).
- Magyar élet. Három novella (HU) Biblioteca Elettronica Ungherese, su mek.oszk.hu. URL consultato il 29 settembre 2021 (archiviato dall'url originale il 12 aprile 2013).
- Magyarország 1514-ben (romanzo storico) (HU) Biblioteca Elettronica Ungherese, su mek.oszk.hu. URL consultato il 29 settembre 2021 (archiviato dall'url originale il 12 aprile 2013).
- A nővérek (romanzo). Elbeszélések (HU) Biblioteca Elettronica Ungherese, su mek.oszk.hu. URL consultato il 29 settembre 2021 (archiviato dall'url originale il 12 aprile 2013).